# Begonia brevibracteata
Begonia brevibracteata là một loài thực vật có hoa trong họ Thu hải đường. Loài này được Kupicha mô tả khoa học đầu tiên năm 1978.